# Lista de prefeitos de Nilópolis
Esta é a lista de prefeitos do município de Nilópolis, estado brasileiro do Rio de Janeiro, a qual compreende todas as pessoas que tomaram posse definitiva da chefia do executivo municipal nilopolitano e exerceram o cargo como prefeitos titulares, além de prefeitos eleitos cuja posse foi em algum momento prevista pela legislação vigente. Prefeitos em exercício que substituíram temporariamente o titular não são considerados para a numeração mas estão citados em notas, quando aplicável.
O cargo de prefeito no Brasil, foi criado em 11 de abril de 1835, pela assembleia provincial paulista, em reação aos amplos poderes conferidos pelo Código de Processo Criminal de 1832 às câmaras municipais. Seguiram o exemplo paulista seis províncias do nordeste brasileiro (Alagoas, Ceará, Maranhão, Paraíba, Pernambuco e Sergipe).
Sob a vigente ordem constitucional, essa designação é dada ao funcionário público do Poder Executivo municipal, que exerce seu cargo em função de uma legislatura (mandato), sendo para tanto eleito a cada quatro anos, podendo ser reeleito por mais 4 anos (segundo mandato).
Funções
O poder executivo municipal chefia a administração e comanda os serviços públicos, tendo como comandante o prefeito.
A partir da constituição brasileira de 1934, o cargo de prefeito passou a ser o único, em todo o Brasil, ao qual estão atribuídas as funções de chefe do poder executivo do governo local, em simetria aos chefes dos executivos da União e do estado, portanto, em forma monocrática. Este texto quer dizer que deverá haver harmonia e integração de ação entre as esferas envolvidas sem a intervenção de uma na outra, exceto nos casos previstos na Constituição Federal.
Eleições
O prefeito é eleito por sufrágio universal, secreto, direto, em pleito simultâneo em todo o País, realizado a cada quatro anos, no primeiro domingo de outubro.
E trinta dias após tem lugar o segundo turno, se o eleito em primeiro lugar não atingir 50% dos votos válidos mais um voto, no caso de municípios com mais de duzentos mil eleitores.
Conforme a legislação eleitoral atual no Brasil para tornar-se elegível, exige-se uma série de requisitos;
- Possuir nacionalidade brasileira ou portuguesa (neste caso, o cidadão português deve se encontrar amparado pelo Estatuto de Igualdade entre Portugueses e Brasileiros),
- Título de eleitor em dia e estar em gozo pleno do exercício dos direitos políticos,
- Domicilio eleitoral na circunscrição na qual o candidato se apresenta,
- Filiação partidária,
- Ser alfabetizado (tópico invalidado pela atual constituição brasileira de 1988),
- Desincompatibilização de cargo público — Se ocupa um cargo público deve sair seis meses antes das eleições e voltar caso possa só após seis meses ao pleito eleitoral,
- Renúncia de outro mandado até seis meses antes do pleito e não ser parente afim ou consangüíneo, até segundo grau, ou cônjuge de titular de cargo eletivo; pode, entretanto, ser candidato à reeleição (artigo 14 da Constituição),
- Ter idade mínima de 21 anos.

O prefeito titular é Abraãozinho David, reeleito em 2024 em sufrágio universal e atualmente filiado ao Partido Liberal.

## Lista
| Nº | Nome                           | Imagem                | Partido               | Início do mandato       | Fim do mandato                          | Observações                                                                         | Ref.          |
| -- | ------------------------------ | --------------------- | --------------------- | ----------------------- | --------------------------------------- | ----------------------------------------------------------------------------------- | ------------- |
| 1  | Pedro Pontes                   |                       | PRN                   | 21 de agosto de 1947    | 10 de setembro de 1947                  | Prefeito nomeado interinamente                                                      | [ 2 ]         |
| 2  | José de Oliveira               |                       | PRT                   | 11 de setembro de 1947  | 18 de outubro de 1947                   | Prefeito nomeado interinamente                                                      |               |
| 3  | João Moraes Cardoso Jr         |                       | UDN                   | 18 de outubro de 1947   | 30 de janeiro de 1951                   | Prefeito eleito em sufrágio universal                                               | [ 2 ]         |
| 4  | Egídio Thurler                 |                       | PTB                   | 31 de janeiro de 1951   | 30 de janeiro de 1955                   | Prefeito eleito em sufrágio universal                                               | [ 2 ]         |
| 5  | João Moraes Cardoso Jr         |                       | UDN                   | 31 de janeiro de 1955   | 30 de janeiro de 1959                   | Prefeito eleito em sufrágio universal                                               | [ 2 ]         |
| 6  | Alfredo de Almeida Aleentajano |                       | UDN                   | 31 de janeiro de 1959   | 4 de março de 1962                      | Prefeito eleito em sufrágio universal                                               | [ 3 ]         |
| 7  | Thales do Couto                |                       | PSP                   | 5 de março de 1962      | 21 de maio de 1962                      | Vice-prefeito eleito interino                                                       | [ 3 ]         |
| 8  | Eracydes Carvalho              |                       | PTB                   | 22 de maio de 1962      | 4 de abril de 1964                      | Prefeito eleito cassado                                                             | [ 4 ]         |
| 9  | João Batista da Silva          |                       | PTB                   | 5 de abril de 1964      | 3 de fevereiro de 1966                  | Vice-prefeito eleito interino                                                       | [ 4 ]         |
| 10 | Zélio Sabino Barbosa           |                       | MDB                   | 4 de fevereiro de 1966  | 6 de agosto de 1966                     | Presidente da Câmara                                                                | [ 2 ]         |
| 11 | Francisco Gonçalves Filgueiras |                       | ARENA                 | 7 de agosto de 1966     | 30 de janeiro de 1967                   | Interventor estadual                                                                | [ 2 ]         |
| 12 | João Moraes Cardoso Jr         |                       | MDB                   | 31 de janeiro de 1967   | 5 de fevereiro de 1970                  | Prefeito eleito cassado                                                             | [ 2 ]         |
| 13 | Gilberto Castro                |                       | MDB                   | 6 de fevereiro de 1970  | 31 de dezembro de 1970                  | Vice-prefeito eleito interino                                                       | [ 2 ]         |
| 14 | Reynaldo Maia                  |                       | ARENA                 | 1° de janeiro de 1971   | 30 de janeiro de 1971                   | Interventor estadual                                                                | [ 2 ]         |
| 15 | Sérgio Cardoso                 |                       | ARENA                 | 31 de janeiro de 1971   | 30 de janeiro de 1973                   | Prefeito nomeado                                                                    | [ 2 ]         |
| 16 | Simão Sessim                   |                       | ARENA                 | 31 de janeiro de 1973   | 31 de janeiro de 1977                   | Prefeito nomeado                                                                    | [ 2 ]         |
| 17 | João Batista da Silva          |                       | MDB                   | 1° de fevereiro de 1977 | 4 de abril de 1981                      | Prefeito eleito em sufrágio universal                                               | [ 2 ]         |
| 17 | João Batista da Silva          | PMDB                  |                       | 1° de fevereiro de 1977 | 4 de abril de 1981                      | Prefeito eleito em sufrágio universal                                               | [ 2 ]         |
| 18 | Zélio Sabino Barbosa           |                       | PMDB                  | 5 de abril de 1981      | 31 de janeiro de 1983                   | Vice-prefeito eleito, assumiu o cargo de forma interina                             | [ 2 ]         |
| 19 | Miguel Abraão David            |                       | PDS                   | 1° de fevereiro de 1983 | 31 de dezembro de 1988                  | Prefeito eleito em sufrágio universal                                               | [ 2 ]         |
| 20 | Jorge Sessim David             |                       | PFL                   | 1º de janeiro de 1989   | 31 de dezembro de 1992                  | Prefeito eleito em sufrágio universal                                               | [ 2 ]         |
| 21 | Manoel Rosa Neca               |                       | PDT                   | 1º de janeiro de 1993   | 31 de dezembro de 1996                  | Prefeito eleito em sufrágio universal                                               | [ 2 ]         |
| 22 | José Carlos Cunha              |                       | PDT                   | 1º de janeiro de 1997   | 31 de dezembro de 2000                  | Prefeito eleito em sufrágio universal                                               | [ 5 ]         |
| 23 | Farid Abrão David              |                       | PPB                   | 1º de janeiro de 2001   | 31 de dezembro de 2004                  | Prefeito eleito em sufrágio universal                                               | [ 6 ] [ 7 ]   |
| 23 | Farid Abrão David              | PP                    | 1º de janeiro de 2005 | 31 de dezembro de 2008  | Prefeito reeleito em sufrágio universal |                                                                                     | [ 6 ] [ 7 ]   |
| 24 | Sérgio Sessim                  |                       | PP                    | 1º de janeiro de 2009   | 17 de dezembro de 2012                  | Prefeito eleito em sufrágio universal                                               | [ 8 ]         |
| —  | Oswaldo Costa Ratinho          |                       | PDT                   | 18 de dezembro de 2012  | 31 de dezembro de 2012                  | Vice-prefeito eleito, assumiu o cargo de forma interina                             |               |
| 25 | Alessandro Calazans            |                       | PMN                   | 1º de janeiro de 2013   | 31 de dezembro de 2016                  | Prefeito eleito em sufrágio universal                                               | [ 9 ]         |
| 25 | Alessandro Calazans            | PMDB                  |                       | 1º de janeiro de 2013   | 31 de dezembro de 2016                  | Prefeito eleito em sufrágio universal                                               | [ 9 ]         |
| 26 | Farid Abrão David              |                       | PTB                   | 1º de janeiro de 2017   | 11 de dezembro de 2020                  | Prefeito eleito em sufrágio universal                                               | [ 10 ]        |
| 27 | Jane Louise David              |                       | PSB                   | 12 de dezembro de 2020  | 31 de dezembro de 2020                  | Vice-prefeita que assumiu o cargo efetivamente em virtude do falecimento do titular | [ 11 ]        |
| 28 | Abraão David Neto Abraãozinho  |                       | PL                    | 1º de janeiro de 2021   | 31 de dezembro de 2024                  | Prefeito eleito em sufrágio universal                                               | [ 12 ] [ 13 ] |
| 28 | Abraão David Neto Abraãozinho  | 1° de janeiro de 2025 | PL                    | Atualidade              | Prefeito reeleito em sufrágio universal | [ 14 ]                                                                              |               |